# 博耳電力
博耳電力控股有限公司，簡稱博耳電力控股，以及博耳電力（英語：Boer Power Holdings Limited，港交所：1685），於1988年，由洛社鎮中心小學成立前身為「無錫縣第二儀錶成套廠」（1990年更名「無錫市電力儀錶成套廠」），其後在2005年成為錢毅湘（主席及首席執行官）、錢仲明和賈凌霞的主要股東。
總部位於無錫，主要在中國內地經營生產和銷售节能方案、智能配电系统方案、传统配电和元件及零配件。
股份在2010年10月20日於港交所主板上市，招股價為6.38港元，全球發售為187,500,000股，集資額為12億港元。

## 連結
- BoerPower.com （页面存档备份，存于）